# Salon (champagne)

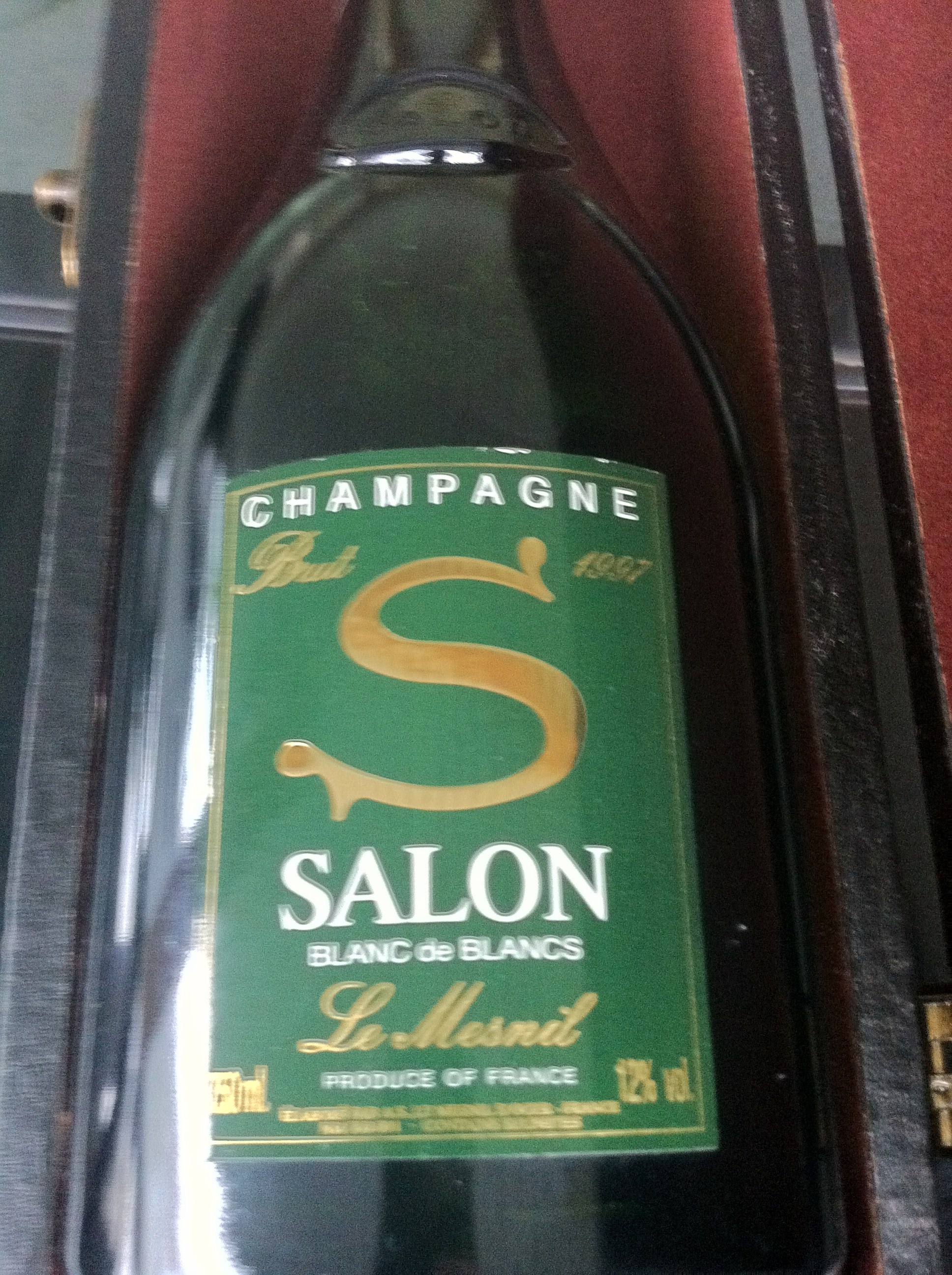
Champagne Salon

Salon is een in 1905 gesticht champagnehuis in Le Mesnil-sur-Oger. De cuvée de prestige is ook de enige champagne van het huis, een millésime die de naam Champagne Salon vintage draagt. Het bedrijf is eigendom van Laurent-Perrier..
Het door Aimé Salon opgerichte bedrijf werkt anders dan de andere champagnehuizen. De Champagne van Salon is altijd een millésimé blanc de blancs monocépage van chardonnay uit de wijngaard "le Jardin de Salon" in Le Mesnil-sur-Oger en 19 kleinere percelen in de kalkrijke côte des Blancs. De prise de mousse duurt gemiddeld tien jaar.
Het huis kan niet ieder wijnjaar zo'n millésimé maken. In slechte jaren kunnen de grote huizen terugvallen op de reserve oude wijnen uit betere jaren die in de kelders wordt bewaard. Bij de productie zoals die bij Champagne Salon
plaatsvindt is dat niet mogelijk. Het huis is erg afhankelijk van de weersomstandigheden en een late vorst, regen en hagel kunnen de productie van een millésimé onmogelijk maken.
De 37 millésimées van Champagne Salon uit de 20e eeuw werden in 1999, 1997, 1996, 1995, 1990, 1988, 1985, 1983, 1982, 1979, 1976, 1973, 1971, 1969, 1966, 1964, 1961, 1959, 1956, 1955, 1953, 1951, 1949, 1948, 1947, 1946, 1943, 1942, 1937, 1934, 1928, 1925, 1921, 1914, 1911, 1909 en 1905 gemaakt. In 2014 lagen de millésimées van 2004, 2006, 2007 en 2008 nog in de kelders op gist te rijpen voor hun prise de mousse.
De champagnes van Salon zijn duur. De "1996 Salon Cuvée 'S' Le Mesnil Blanc de Blancs" kost rond de 500 dollar per fles. Deze wijn werd in een overzicht van 22 professionele proeverijen als de op vijf na beste champagne beoordeeld. Beter waren alleen 2002 Louis Roederer Cristal Brut van Roederer en enige millésimées van Krug.